# 観光立国推進基本法
観光立国推進基本法（かんこうりっこくすいしんきほんほう、平成18年12月20日法律第117号）は、日本の観光立国実現のための施策推進に関する法律である。
観光基本法（昭和38年6月20日法律第107号）を全部改正して制定され、2007年1月1日から施行された。

## 前文
観光は、国際平和と国民生活の安定を象徴するものであって、その持続的な発展は、恒久の平和と国際社会の相互理解の増進を念願し、健康で文化的な生活を享受しようとする我らの理想とするところである。また、観光は、地域経済の活性化、雇用の機会の増大等国民経済のあらゆる領域にわたりその発展に寄与するとともに、健康の増進、潤いのある豊かな生活環境の創造等を通じて国民生活の安定向上に貢献するものであることに加え、国際相互理解を増進するものである。
我らは、このような使命を有する観光が、今後、我が国において世界に例を見ない水準の少子高齢社会の到来と本格的な国際交流の進展が見込まれる中で、地域における創意工夫を生かした主体的な取組を尊重しつつ、地域の住民が誇りと愛着を持つことのできる活力に満ちた地域社会の実現を促進し、我が国固有の文化、歴史等に関する理解を深めるものとしてその意義を一層高めるとともに、豊かな国民生活の実現と国際社会における名誉ある地位の確立に極めて重要な役割を担っていくものと確信する。
しかるに、現状をみるに、観光がその使命を果たすことができる観光立国の実現に向けた環境の整備は、いまだ不十分な状態である。また、国民のゆとりと安らぎを求める志向の高まり等を背景とした観光旅行者の需要の高度化、少人数による観光旅行の増加等観光旅行の形態の多様化、観光分野における国際競争の一層の激化等の近年の観光をめぐる諸情勢の著しい変化への的確な対応は、十分に行われていない。これに加え、我が国を来訪する外国人観光旅客数等の状況も、国際社会において我が国の占める地位にふさわしいものとはなっていない。
これらに適切に対処し、地域において国際競争力の高い魅力ある観光地を形成するとともに、観光産業の国際競争力の強化及び観光の振興に寄与する人材の育成、国際観光の振興を図ること等により、観光立国を実現することは、二十一世紀の我が国経済社会の発展のために不可欠な重要課題である。
ここに、観光立国の実現に関する施策を総合的かつ計画的に推進するため、この法律を制定する。

## 目的
この法律は、二十一世紀の我が国経済社会の発展のために観光立国を実現することが極めて重要であることにかんがみ、観光立国の実現に関する施策に関し、基本理念を定め、並びに国及び地方公共団体の責務等を明らかにするとともに、観光立国の実現に関する施策の基本となる事項を定めることにより、観光立国の実現に関する施策を総合的かつ計画的に推進し、もって国民経済の発展、国民生活の安定向上及び国際相互理解の増進に寄与することを目的とする。 

## 基本理念
1. 観光立国の実現に関する施策は、地域における創意工夫を生かした主体的な取組を尊重しつつ、地域の住民が誇りと愛着を持つことのできる活力に満ちた地域社会の持続可能な発展を通じて国内外からの観光旅行を促進することが、将来にわたる豊かな国民生活の実現のため特に重要であるという認識の下に講ぜられなければならない。
2. 観光立国の実現に関する施策は、観光が健康的でゆとりのある生活を実現する上で果たす役割の重要性にかんがみ、国民の観光旅行の促進が図られるよう講ぜられなければならない。
3. 観光立国の実現に関する施策は、観光が国際相互理解の増進とこれを通じた国際平和のために果たす役割の重要性にかんがみ、国際的視点に立って講ぜられなければならない。
4. 観光立国の実現に関する施策を講ずるに当たっては、観光産業が、多様な事業の分野における特色ある事業活動から構成され、多様な就業の機会を提供すること等により我が国および地域の経済社会において重要な役割を担っていることにかんがみ、国、地方公共団体、住民、事業者等による相互の連携が確保されるよう配慮されなければならない。

## 観光立国推進基本計画
政府は、観光立国の実現に関する施策の総合的かつ計画的な推進を図るため、観光立国の実現に関する基本的な計画を定めなければならず、国土交通大臣が交通政策審議会の意見を聞いて閣議決定しなければならない。

## 基本的施策

### 国際競争力の高い魅力ある観光地の形成
1. 国際競争力の高い魅力ある観光地の形成
2. 観光資源の活用による地域の特性を生かした魅力ある観光地の形成
3. 観光旅行者の来訪の促進に必要な交通施設の総合的な整備

### 観光産業の国際競争力の強化および観光の振興に寄与する人材の育成
1. 観光産業の国際競争力の強化
2. 観光の振興に寄与する人材の育成

### 国際観光の振興
1. 外国人観光旅客の来訪の促進
2. 国際相互交流の促進

### 観光旅行の促進のための環境の整備
1. 観光旅行の容易化および円滑化
2. 観光旅行者に対する接遇の向上
3. 観光旅行者の利便の増進
4. 観光旅行の安全の確保
5. 新たな観光旅行の分野の開拓
6. 観光地における環境および良好な景観の保全
7. 観光に関する統計の整備

## 旧観光基本法の内容

### 目的
国の観光に関する政策の目標は、観光が、国際収支の改善および外国との経済文化の交流の促進と、国民の保健の増進、勤労意欲の増進及び教養の向上とに貢献することにかんがみ、外国人観光旅客の来訪の促進、観光旅行の安全の確保、観光資源の保護、育成及び開発、観光に関する施設の整備等のための施策を講ずることにより、国際観光の発展及び国民の健全な観光旅行の普及発達を図り、もつて国際親善の増進、国民経済の発展及び国民生活の安定向上に寄与し、あわせて地域格差の是正に資することにあるものとする。（法第1条）

### 基本的施策
1. 外国人観光旅客の来訪の促進および外国人観光旅客に対する接遇の向上を図ること。
2. 国際観光地および国際観光ルートの総合的形成を図ること。
3. 観光旅行の安全の確保および観光旅行者の利便の増進を図ること。
4. 家族旅行その他健全な国民大衆の観光旅行の容易化を図ること。
5. 観光旅行者の一の観光地への過度の集中の緩和を図ること。
6. 低開発地域につき観光のための開発を図ること。
7. 観光資源の保護、育成および開発を図ること。
8. 観光地における美観風致の維持を図ること。

## 所轄官庁
- 国土交通省 - 観光庁